# Эйи (Эна)
Эйи́ (фр. Œuilly) — коммуна во Франции, находится в регионе Пикардия. Департамент коммуны — Эна. Входит в состав кантона Гиньикур. Округ коммуны — Лан.
Код INSEE коммуны — 02565.

## Население
Население коммуны на 2010 год составляло 277 человек.
| 1962 | 1968 | 1975 | 1982 | 1990 | 1999 | 2010 |
| ---- | ---- | ---- | ---- | ---- | ---- | ---- |
| 229  | 191  | 155  | 191  | 215  | 228  | 277  |

## Экономика
В 2010 году среди 187 человек трудоспособного возраста (15—64 лет) 139 были экономически активными, 48 — неактивными (показатель активности — 74,3 %, в 1999 году было 67,5 %). Из 139 активных жителей работали 125 человек (65 мужчин и 60 женщин), безработных было 14 (6 мужчин и 8 женщин). Среди 48 неактивных 11 человек были учениками или студентами, 16 — пенсионерами, 21 были неактивными по другим причинам.